# メフィスト・コンサルティング・グループ
メフィスト・コンサルティング・グループとは松岡圭祐著『千里眼シリーズ』に登場する架空の企業である。

## 概要
世界に古くからある老舗のコンサルティング企業で、戦後の復興に大きな影響を与えた企業とされている。しかし、これはあくまで表向きであり、裏では「特殊事業科」という心理学を使い大衆扇動を行い、クライアントが要求する事件、流行を起こすと言う仕事をしている。なお、証拠が残らないため、FBIもCIAも、手出しが出来ない。
人類の先導役とまで自負する悪魔的な会社である。また、岬美由紀によって窮地に立たされることもある。また、歴史に証拠を残さないようにしているが、『千里眼の死角』や、『千里眼 優しい悪魔』などで、社の行いが明るみに出ることもあった。
古くから、ノン=クオリアと対決。

## 関連企業
グループ内には数社存在するが、まだシリーズ内で明らかにされていない社もある。
クローネンバーグ・エンタープライス
特別顧問　ダビデ
岬美由紀の監視を行うこともある。
ロゲスト・チェンというアメリカ系中国人は、ダビデの右腕的存在で、岬美由紀とシリーズ内で会話をしている。
マインドシーク・コーポレーション
特別顧問　ジェニファー・レイン
アメリカ大統領一族からの依頼を受けることも多い。
グループに参入して、まだ時間がたっていない。